# Liste der Nummer-eins-Hits in Spanien (2007)
Diese Liste enthält alle Nummer-eins-Hits in Spanien im Jahr 2007. Es gab in diesem Jahr 21 Nummer-eins-Singles und 20 Nummer-eins-Alben.
| Singles | Alben |
| --- | --- |
| - Rafa González-Serna – Al final de la Palmera - 10 Wochen (10. Dezember 2006 – 17. Februar 2007, insgesamt 12 Wochen) - Fangoria – Ni contigo ni sin ti - 2 Wochen (18. Februar – 3. März) - Deluxe – Colillas en el suelo - 1 Woche (4. März – 10. März) - Iron Maiden – Different World - 1 Woche (11. März – 17. März) - Rafa González-Serna – Al final de la Palmera - 1 Woche (18. März – 24. März, insgesamt 12 Wochen) - Los Planetas – Alegrías del incendio - 4 Wochen (25. März – 21. April) - Rafa González-Serna – Al final de la Palmera - 1 Woche (22. April – 28. April, insgesamt 12 Wochen) - Melanie C – The Moment You Believe - 2 Wochen (29. April – 12. Mai) - Tata Golosa – Micromania - 1 Woche (13. Mai – 19. Mai) - Chloe – Dejándonos llevar - 2 Wochen (20. Mai – 2. Juni) - Shotta – Los raperos nunca mueren - 4 Wochen (3. Juni – 30. Juni) - Marta Sánchez – Miss Sánchez Remixes - 3 Wochen (1. Juli – 21. Juli) - Fangoria – El cementerio de mis sueños - 1 Woche (22. Juli – 28. Juli, insgesamt 2 Wochen) - Innocence – The Show Must Go On - 2 Wochen (29. Juli – 11. August, insgesamt 5 Wochen) - Xtreme – Remixes - 1 Woche (12. August – 18. August) - Innocence – The Show Must Go On - 1 Woche (19. August – 25. August, insgesamt 5 Wochen) - Fangoria – El cementerio de mis sueños - 1 Woche (26. August – 1. September, insgesamt 2 Wochen) - Nightwish – Amaranth - 3 Wochen (2. September – 22. September) - Innocence – The Show Must Go On - 1 Woche (23. September – 29. September, insgesamt 5 Wochen) - Spanish Fly – Mi gorra es mi corona - 1 Woche (30. September – 6. Oktober) - Innocence – The Show Must Go On - 1 Woche (7. Oktober – 13. Oktober, insgesamt 5 Wochen) - Dave Gahan – Kingdom - 1 Woche (14. Oktober – 20. Oktober, insgesamt 2 Wochen) - Mägo de Oz – Y ahora voy a salir (Ranxeira) - 1 Woche (21. Oktober – 27. Oktober, insgesamt 3 Wochen) - Dave Gahan – Kingdom - 1 Woche (28. Oktober – 3. November, insgesamt 2 Wochen) - Mägo de Oz – Y ahora voy a salir (Ranxeira) - 2 Wochen (4. November – 17. November, insgesamt 3 Wochen) - Kylie Minogue – 2 Hearts - 1 Woche (18. November – 24. November, insgesamt 3 Wochen) - Sylvia Pantoja – Que poco arte - 1 Woche (25. November – 1. Dezember) - Kylie Minogue – 2 Hearts - 2 Wochen (2. Dezember – 15. Dezember, insgesamt 3 Wochen) - The Who – The Singles Box Set - 2 Wochen (16. Dezember – 29. Dezember) - El Arrebato – Himno oficial del centenario - 1 Woche (30. Dezember 2007 – 5. Januar 2008) | - Il Divo – Siempre - 6 Wochen (24. Dezember 2006 – 3. Februar 2007, insgesamt 8 Wochen; → 2006) - Madonna – The Confessions Tour - 1 Woche (4. Februar – 10. Februar) - Shaila Dúrcal – Recordando - 1 Woche (11. Februar – 17. Februar, insgesamt 2 Wochen) - Il Divo – Siempre - 1 Woche (18. Februar – 24. Februar, insgesamt 8 Wochen) - Shaila Dúrcal – Recordando - 1 Woche (25. Februar – 3. März, insgesamt 2 Wochen) - Andy & Lucas – Ganas de vivir - 3 Wochen (4. März – 24. März) - Miguel Bosé – Papito - 5 Wochen (25. März – 28. April, insgesamt 18 Wochen; → 2008) - Marea – Las aceras están llenas de piojos - 1 Woche (29. April – 5. Mai) - Miguel Bosé – Papito - 4 Wochen (6. Mai – 2. Juni, insgesamt 18 Wochen) - Kiko & Shara – Una de dos - 1 Woche (3. Juni – 9. Juni) - Miguel Bosé – Papito - 3 Wochen (10. Juni – 30. Juni, insgesamt 18 Wochen) - RBD – Rebels - 2 Wochen (1. Juli – 14. Juli) - Miguel Bosé – Papito - 1 Woche (15. Juli – 21. Juli, insgesamt 18 Wochen) - Los Lunnis – Dame tu mano, el baile del verano - 5 Wochen (22. Juli – 25. August) - Miguel Bosé – Papito - 1 Woche (26. August – 1. September, insgesamt 18 Wochen) - Pereza – Aproximaciones - 1 Woche (2. September – 8. September) - Manu Chao – La Radiolina - 1 Woche (9. September – 15. September) - Ismael Serrano – Sueños de un hombre despierto - 1 Woche (16. September – 22. September) - Hombres G – 10 - 1 Woche (23. September – 29. September) - Luciano Pavarotti – Pavarotti Forever - 1 Woche (30. September – 6. Oktober) - Bruce Springsteen – Magic - 3 Wochen (7. Oktober – 27. Oktober) - El Barrio – La voz de mi silencio - 1 Woche (28. Oktober – 3. November) - Juanes – La vida es un ratico - 1 Woche (4. November – 10. November, insgesamt 2 Wochen) - Mägo de Oz – La ciudad de los árboles - 1 Woche (11. November – 17. November) - Bustamante – Al filo de la irrealidad - 2 Wochen (18. November – 1. Dezember) - Juanes – La vida es un ratico - 1 Woche (2. Dezember – 8. Dezember, insgesamt 2 Wochen) - Joan Manuel Serrat & Joaquín Sabina – Dos pájaros de un tiro - 5 Wochen (9. Dezember 2007 – 12. Januar 2008) |